# Arne Jacobsen

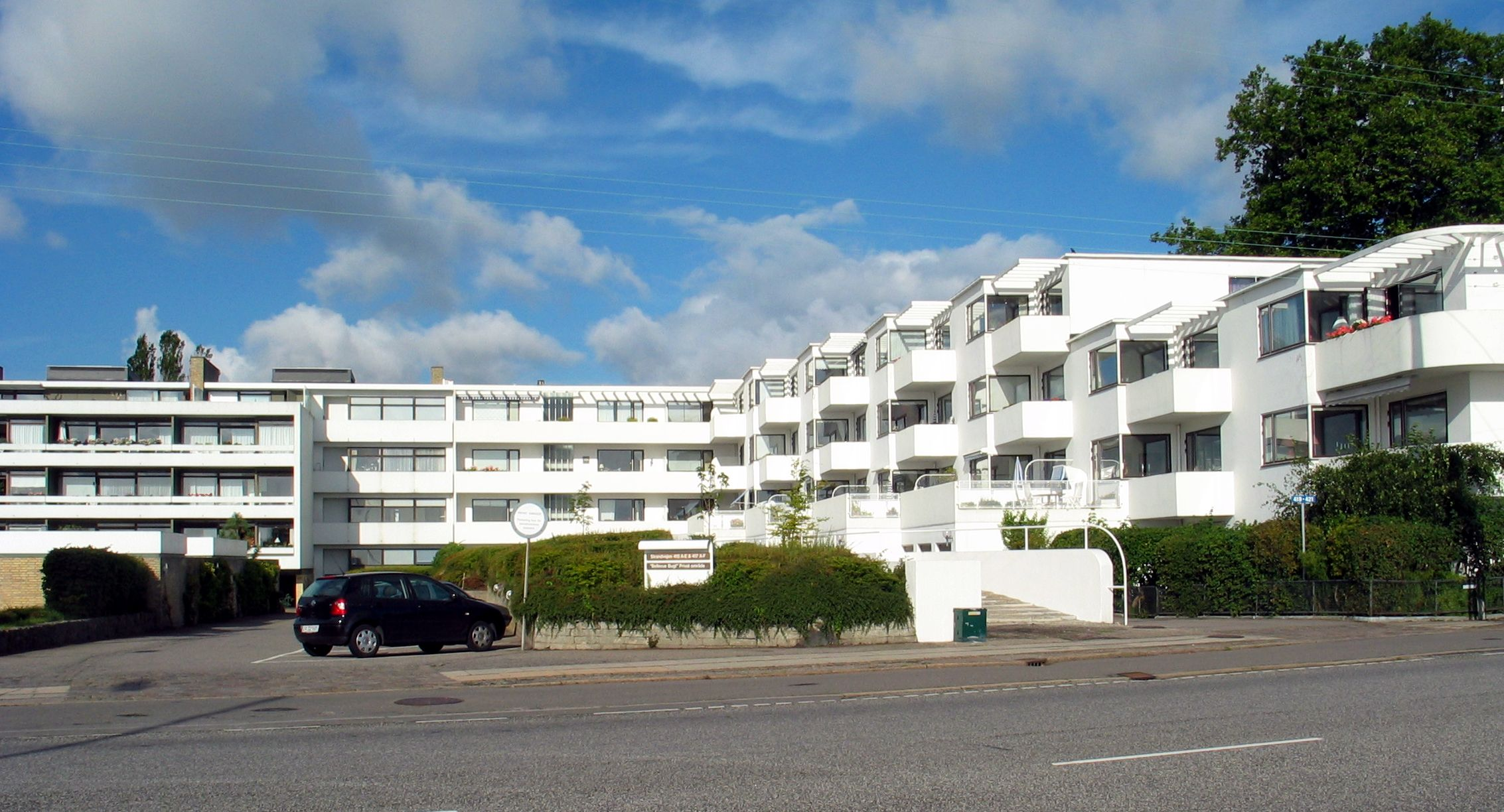
Bellavista i Klampenborg utanför Köpenhamn

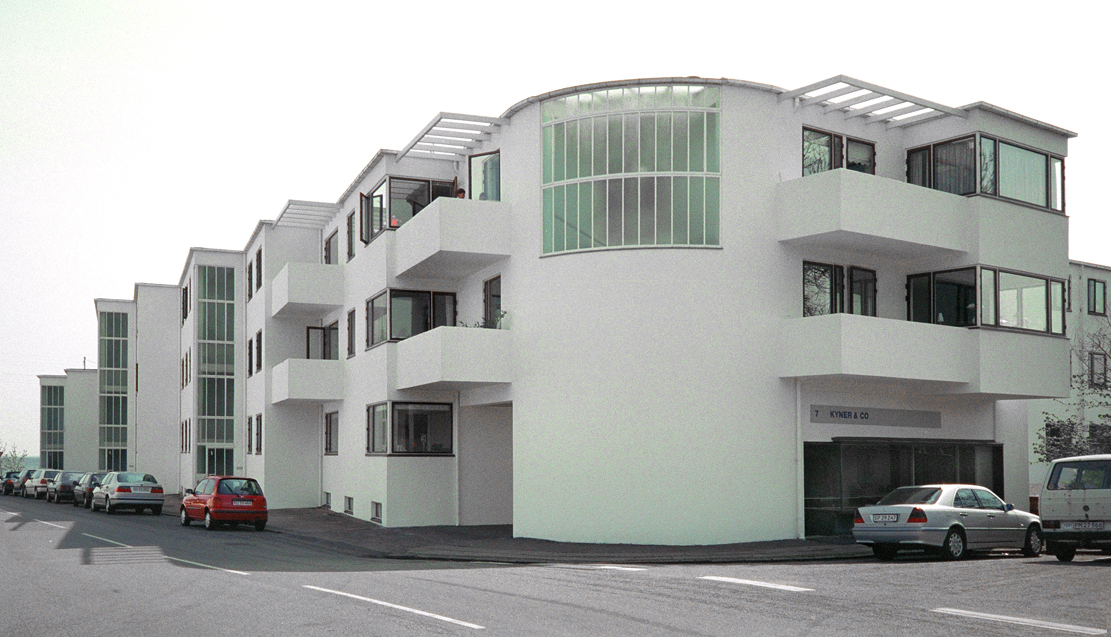
Bellavista, norra fasaden

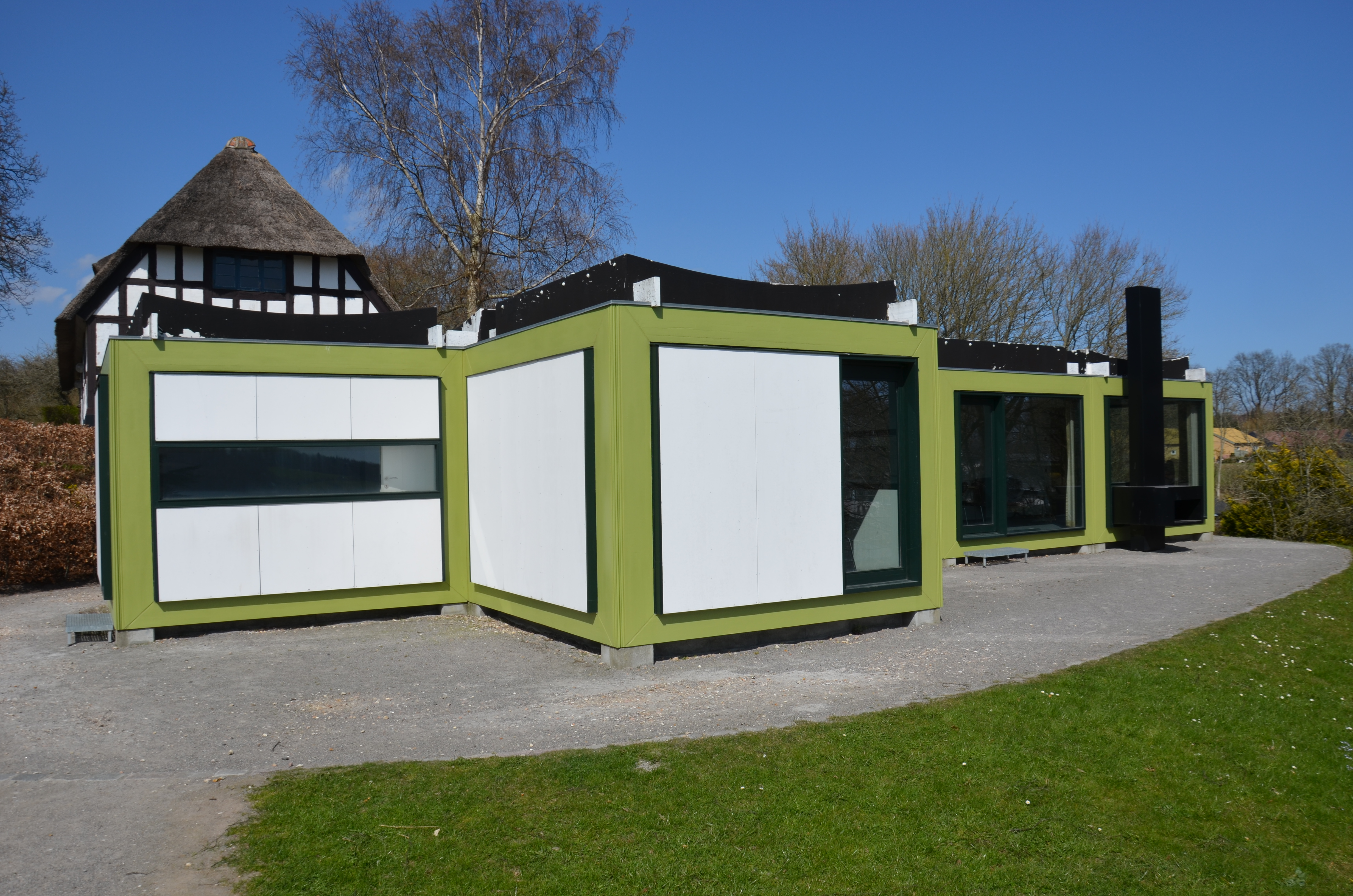
Prototyphus Kubeflex, vid Trapholt Kunstmuseum

Arne Emil Jacobsen, född 11 februari 1902 i Köpenhamn, död 24 mars 1971 i Köpenhamn, var en dansk arkitekt och formgivare.
Arne Jacobsen räknas som en företrädare för funktionalismen. Bland Arne Jacobsens kända verk som formgivare kan nämnas stolarna Sjuan, Myran och fåtöljen Ägget. Han var gift med textilkonstnären Jonna Jacobsen.

## Biografi

### Utbildning
Arne Jacobsen utbildade sig först till murare, men läste sedan vidare till arkitekt på Kunstakademiets arkitekturskola i Köpenhamn 1924–1927 för Kay Fisker och Kaj Gottlob. Efter examen 1927 tog han anställning på Paul Holsoes arkitektkontor. År 1930 öppnade han sitt eget kontor i Hellerup, vilket han drev fram till sin död 1971. Hans första större projekt var bostadsområdet Bellavista utanför Köpenhamn 1930–1934. Ett stort offentligt uppdrag blev Århus rådhus som färdigställdes 1941.
Flera kända danska arkitekter och formgivare har börjat sin yrkeskarriär på Arne Jacobsens arkitektkontor, bland andra Jørgen Møller, Hans J. Wegner, Peter Karpf och Jørgen Gammelgaard.

### Arbetsliv
År 1943 tvingades Arne Jacobsen fly till Sverige över Öresund från det tyskockuperade Danmark på grund av sin judiska bakgrund. Han stannade i Sverige i två år och återvände till Danmark efter andra världskrigets slut 1945. Under tiden i Sverige ritade han ett par fritidshus samt formgav tyger och tapeter. Arne Jacobsen fick C.F. Hansen-medaljen 1955.
Arne Jacobsen ansåg att utformningen av en byggnad och dess interiör borde bestämmas av en analys av dess struktur och användningsområde. Detta synsätt återspeglas redan i hans första uppdrag. Vidare ansåg han att byggnadens arkitektur och inredningens design skulle komplettera varandra. På 1930-talet inledde Jacobsen ett samarbete med möbeltillverkaren Fritz Hansen. Den då tillämpade produktionstekniken var inte mogen för Arne Jacobsens idéer, utan dessa kom att förverkligas först i början på 1950-talet i samband med att han började formge möbler till sina byggnader.

### Inredning

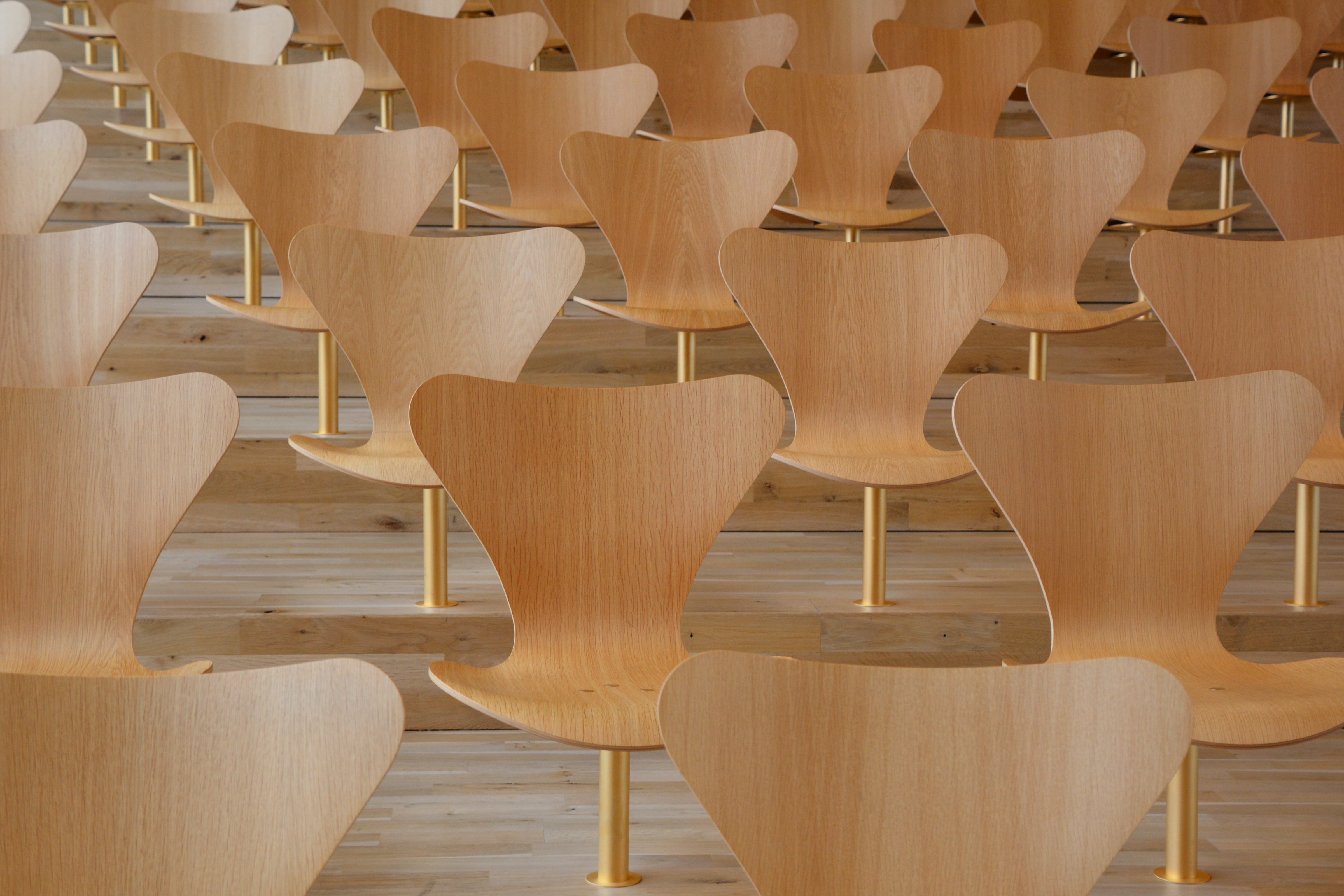
Arne Jacobsens Sjuan i auditorium i Museet for Søfart i Helsingör

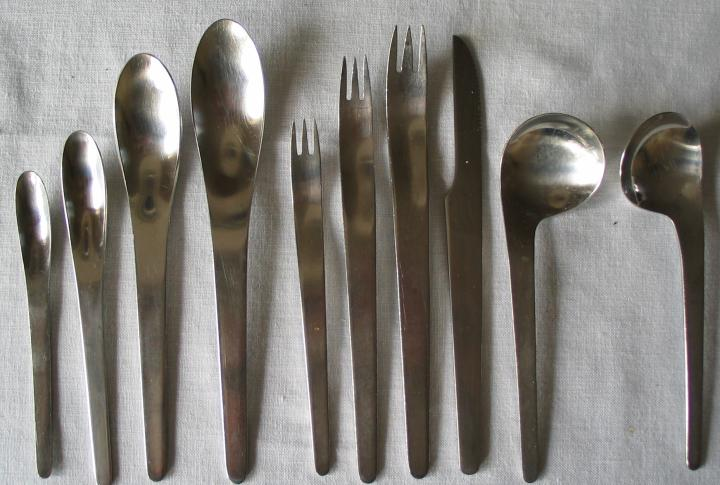
Matbestick designat för A. Michelsen (1957), numera tillverkade av Georg Jensen A/S.

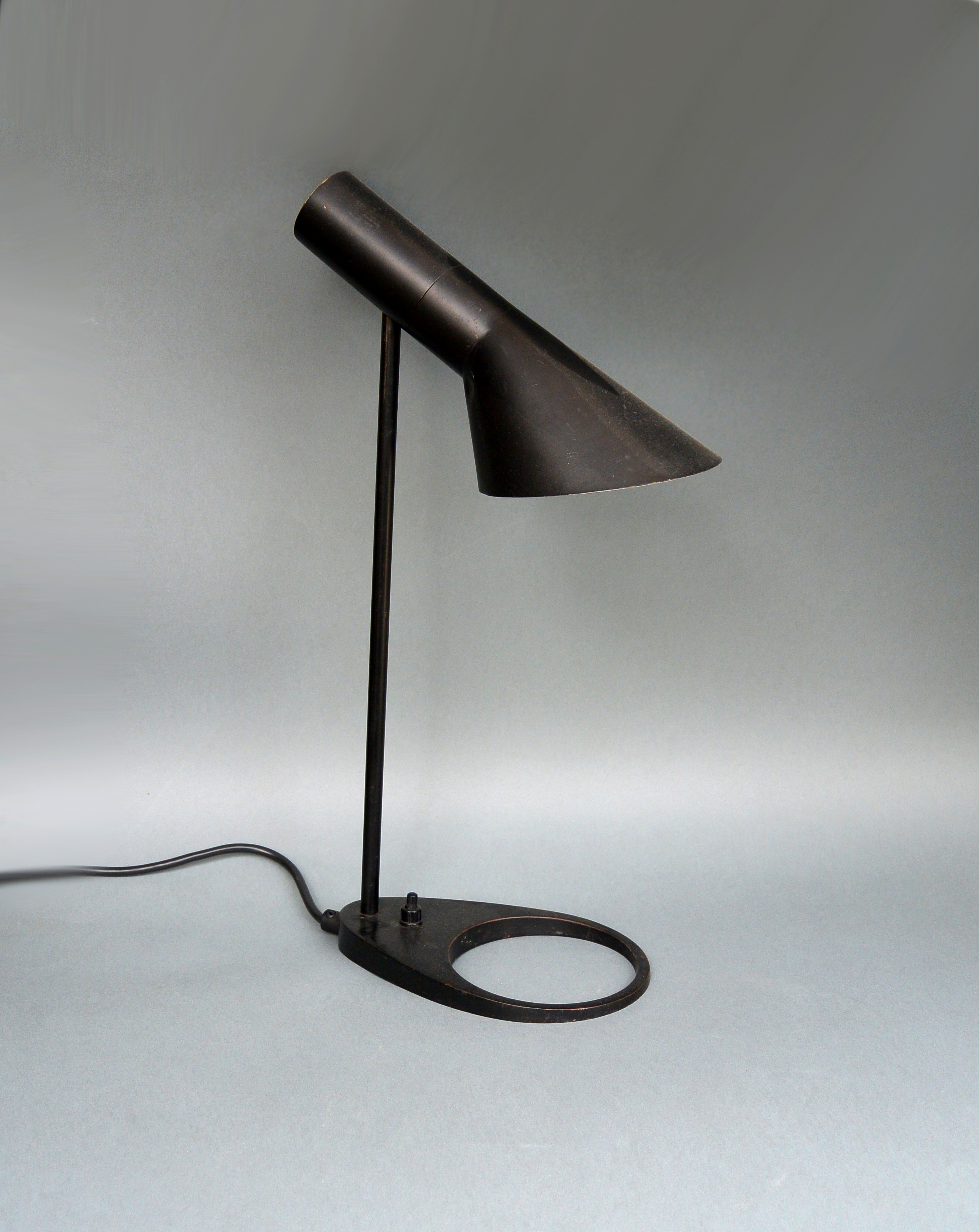
Bords modellen av AJ-lampan, som även finns som golvlampa och vägglampa.

Samarbetet med Fritz Hansen ledde 1951-1952 fram till den trebenta stolen Myran i formpressad plywood. Han designade stolen Grand Prix, som vann på Triennalen i Milano 1957. De första modellerna var i ofärgad teakplywood, men senare gjordes stolen i olika färger.
Fåtöljerna Svanen och Ägget designades som en del i inredningen till SAS Royal Hotel i Köpenhamn. Båda fåtöljerna tillverkades av Fritz Hansen 1958 och hade en stoppning av skumgummi på ett formgjutet glasfiberskal som monterades på en aluminiumram. Fåtöljerna skapades för att kontrastera med sina organiska former mot byggnadernas strama och funktionalistiska stil. Jacobsens design var en utveckling av Charles Eames arbeten från 1930-talet. Eames design begränsades, till skillnad från Jacobsens, av produktionstekniken som inte tillät formpressning av en möbel i ett stycke.
Arne Jacobsen formgave inte bara byggnader och möbler, utan även en rad andra föremål som badrumsinventarier, textilier, metallservisen Cylinda 1966. Hans matbestick från 1957 förekom i Stanley Kubricks science fiction-film 2001 – Ett rymdäventyr, vilket visar på Jacobsens förmåga till tidlös men samtidigt modern design.

## Byggnader i urval
- Bellavista, Klampenborg, Danmark, 1933–1934
- Bellevue Teatret, Klampenborg, Danmark, 1935–1936
- Bensinstationen i Skovshoved i Danmark, 1937
- Søllerød rådhus, Holte utanför Köpenhamn, Danmark, 1938–1942 (tillsammans med Flemming Lassen)
- Århus stadshus, Århus, Danmark, 1939–1942 (tillsammans med Erik Möller)
- Søholm radhus, Klampenborg, Danmark, 1950–1954 (hans bostad fram till han dog)
- Rødovre stadshus, Köpenhamn, Danmark, 1957
- Glostrup stadshus, Danmark, 1958
- Munkegårdsskolan, Köpenhamn, Danmark, 1955–1959
- SAS Royal Hotel, i Köpenhamn, 1958–1960, som brukar nämnas som hans livs- och mästerverk
- Toms chokladfabrik, Ballerup, Danmark, 196
- Danmarks Nationalbank, Köpenhamn, Danmark, 1965–197x
- Landskrona idrottshall Landskrona, Sverige, 1965
- St. Catherine's & Merton Colleges, Oxford, Storbritannien
- HEW (Vattenfall Europe), Hamburg (City Nord), 1970

## Fotogalleri

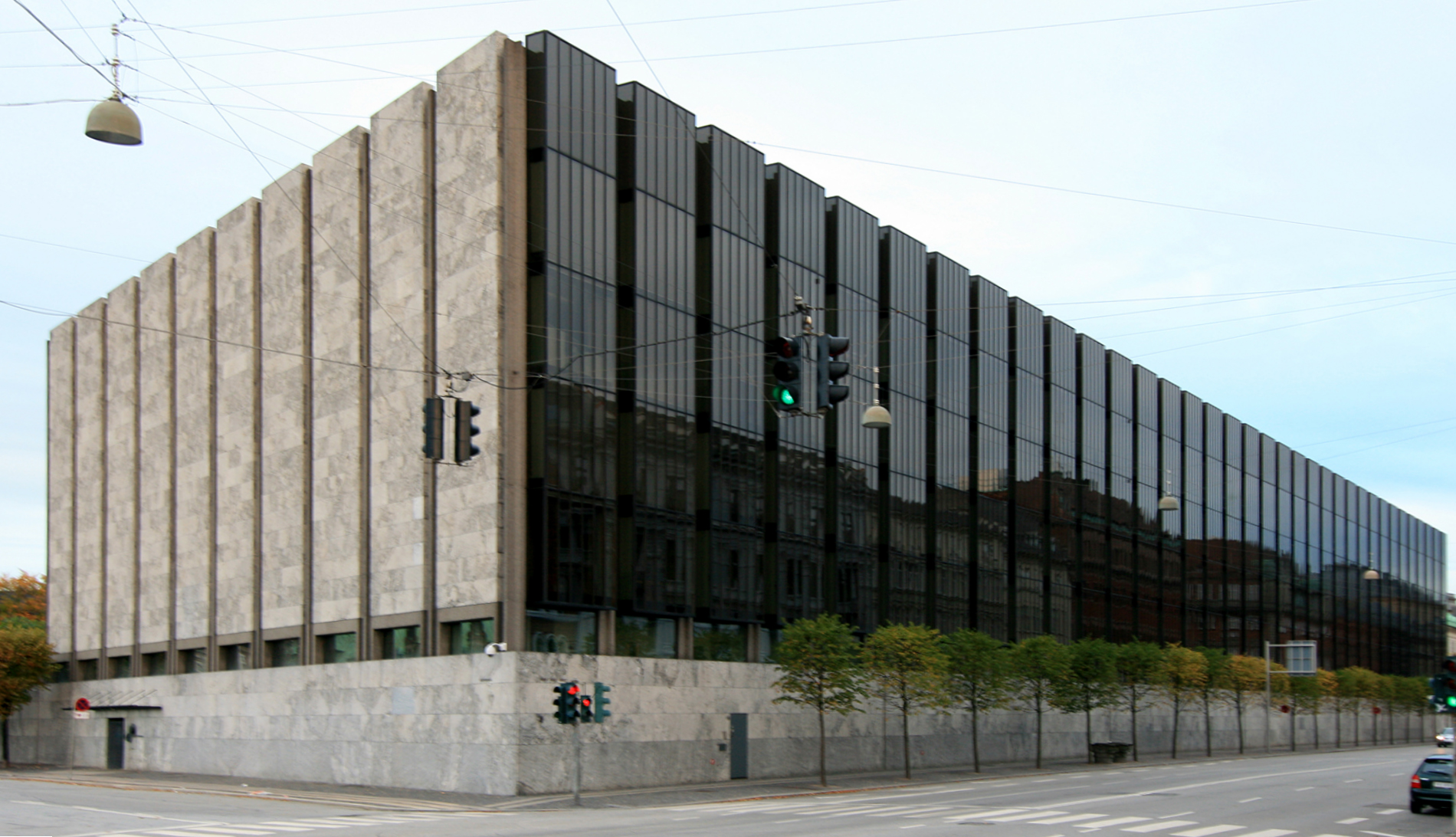
Danmarks Nationalbank.
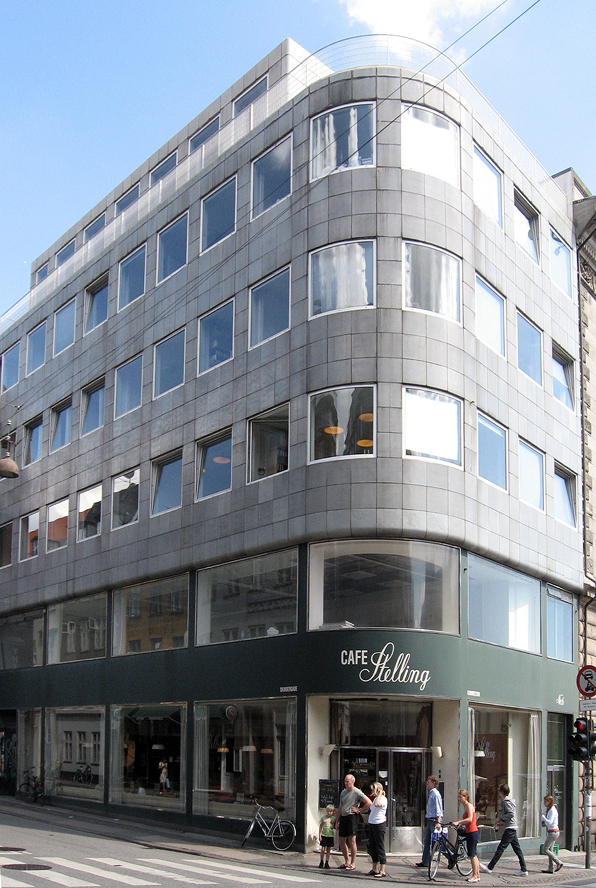
Stellings Hus.
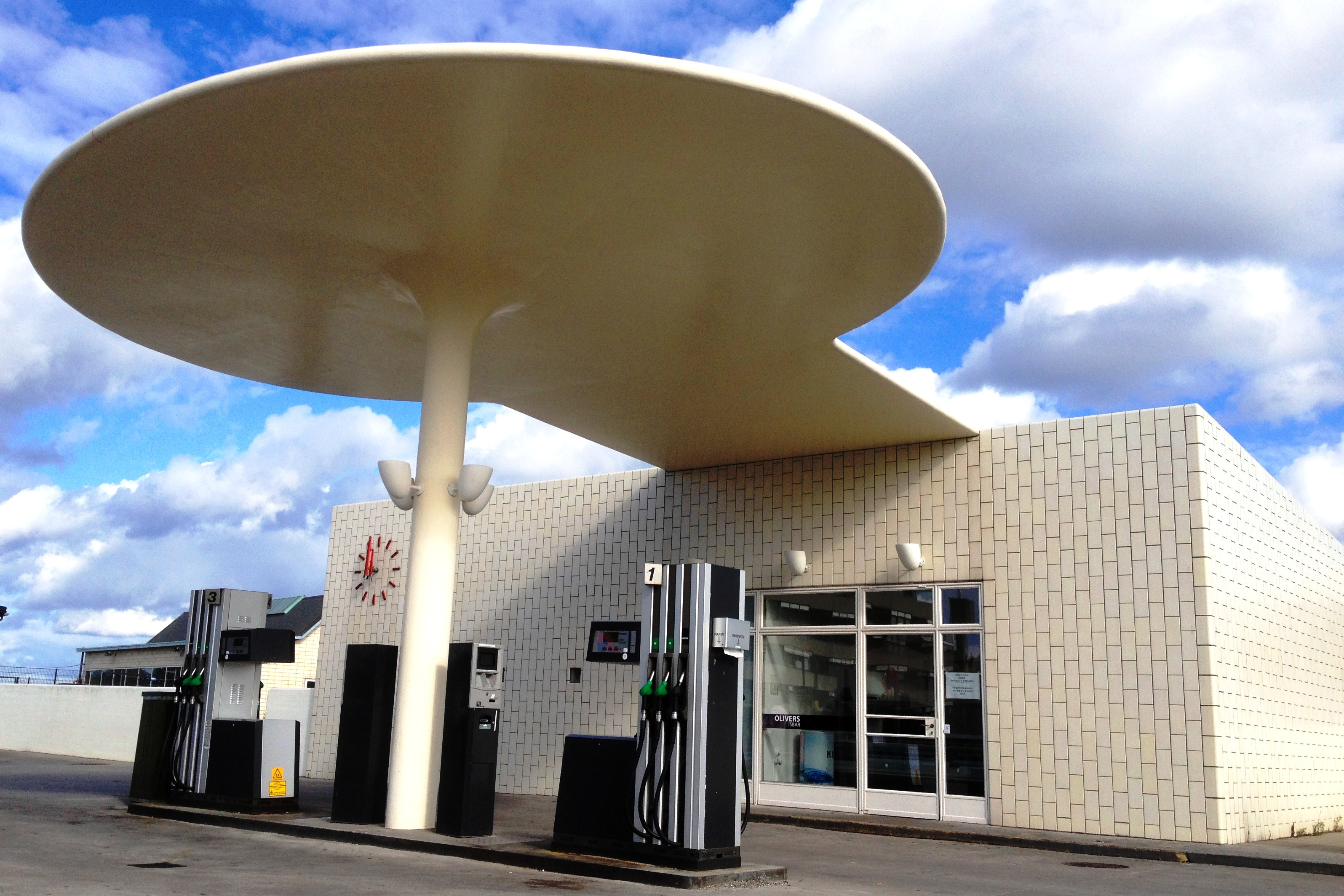
Bensinstationen i Skovshoved
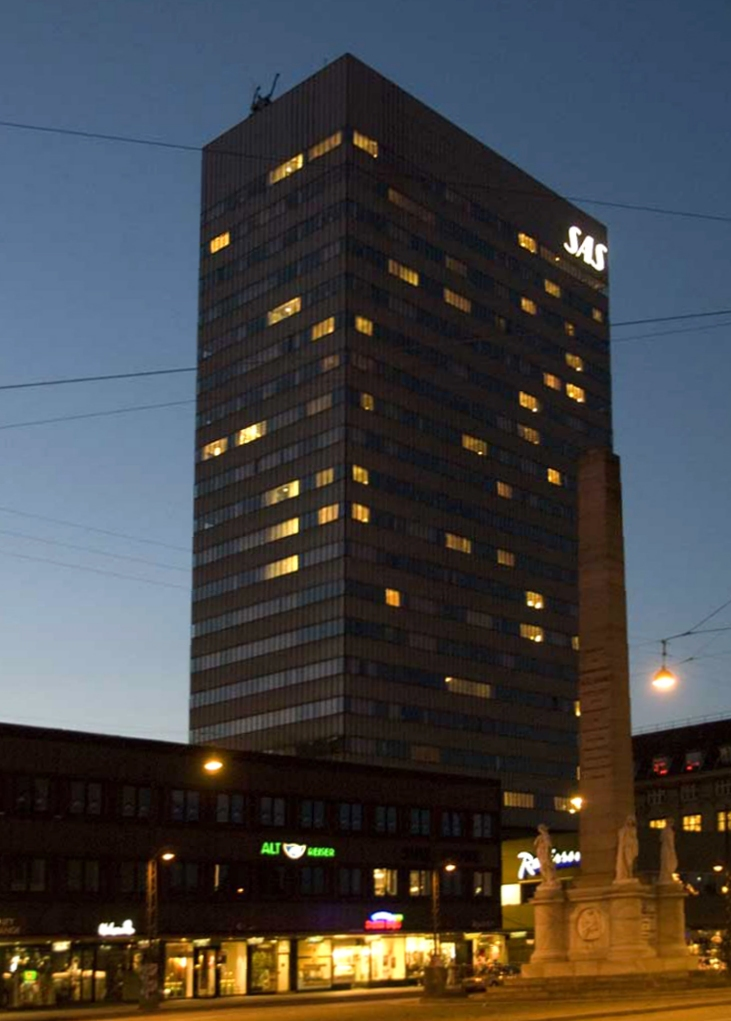
Radisson SAS Royal Hotel i Köpenhamn.
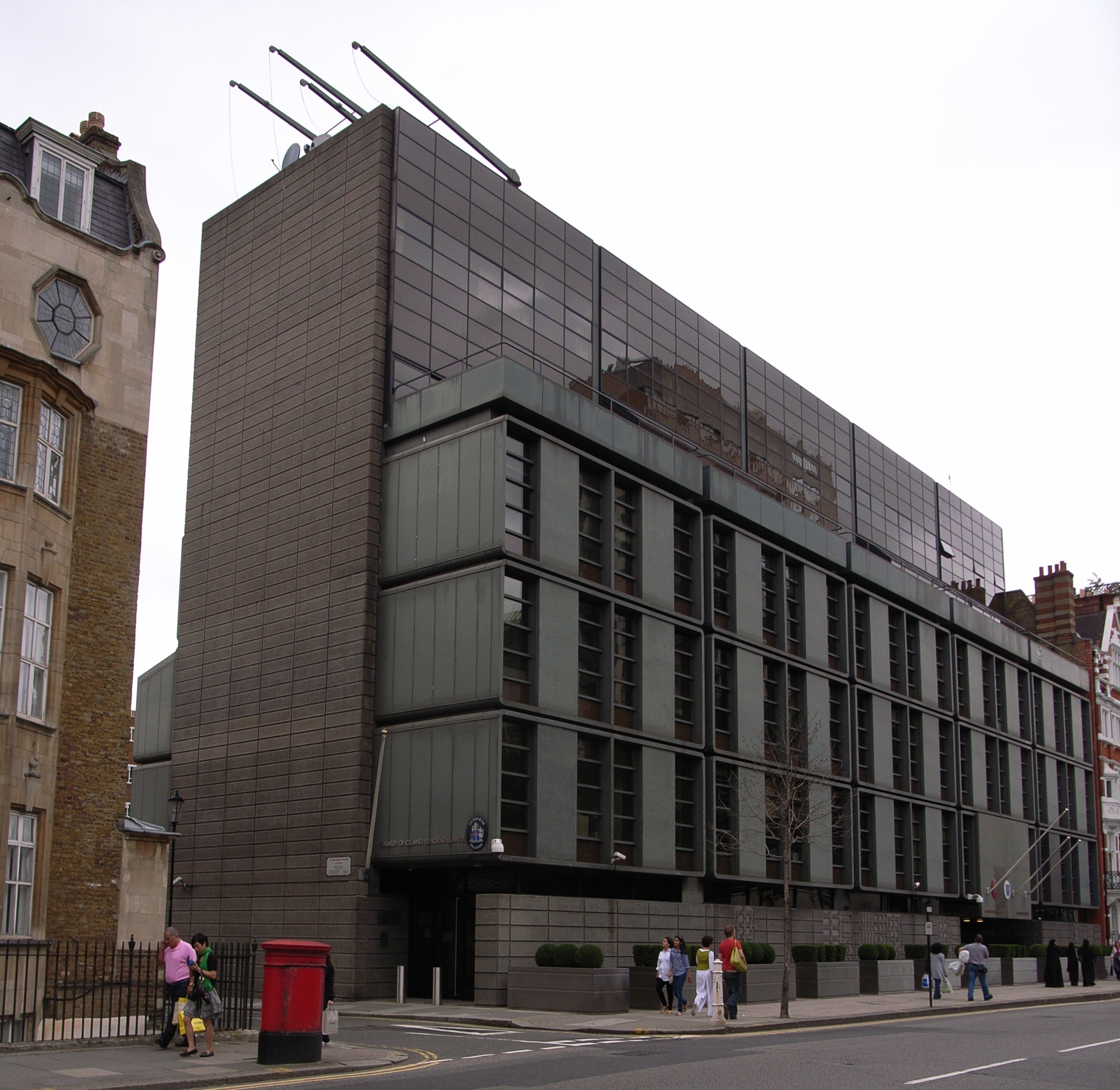
Islands ambassad i London.
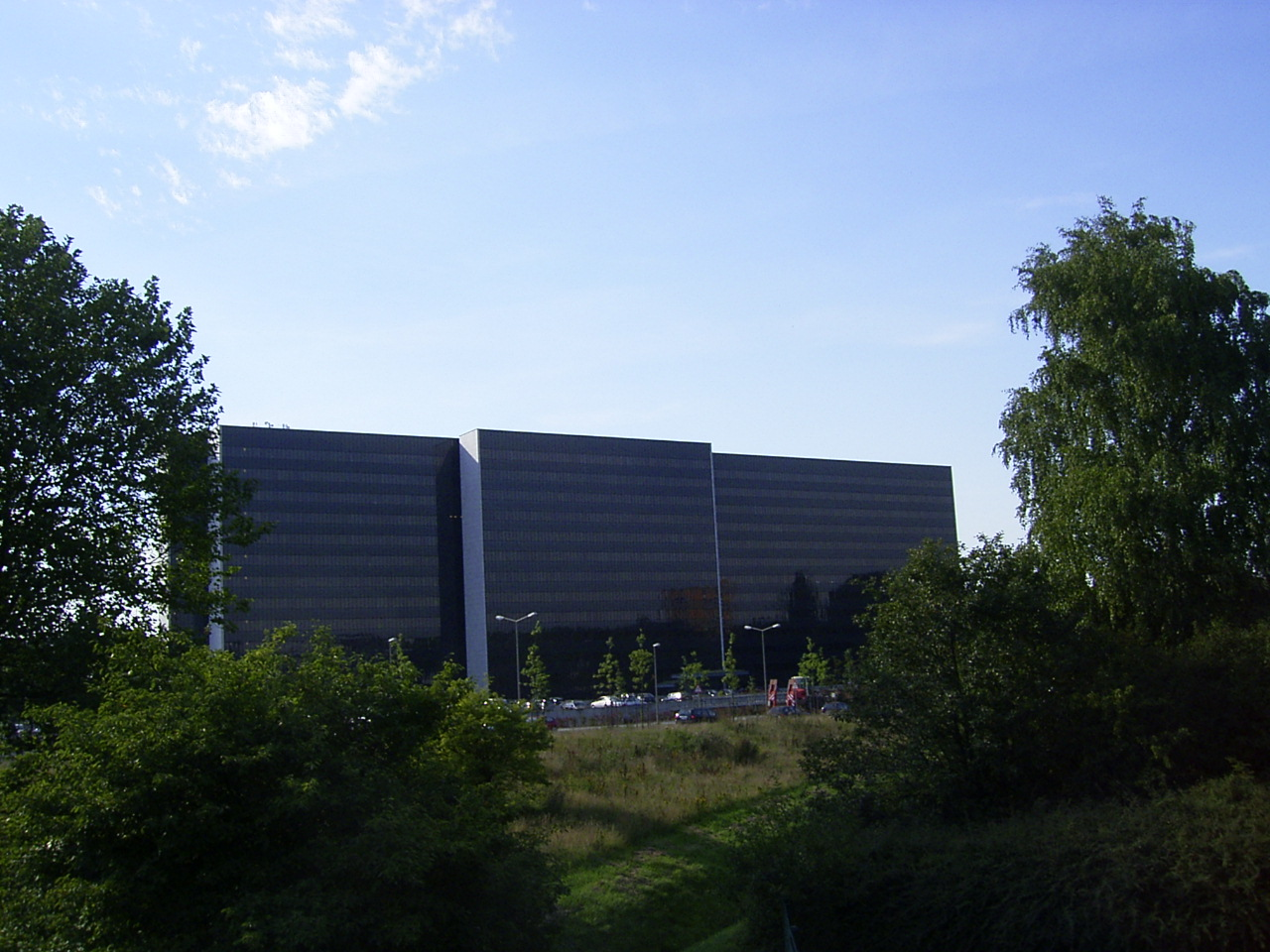
Vattenfall Europe, Hamburg
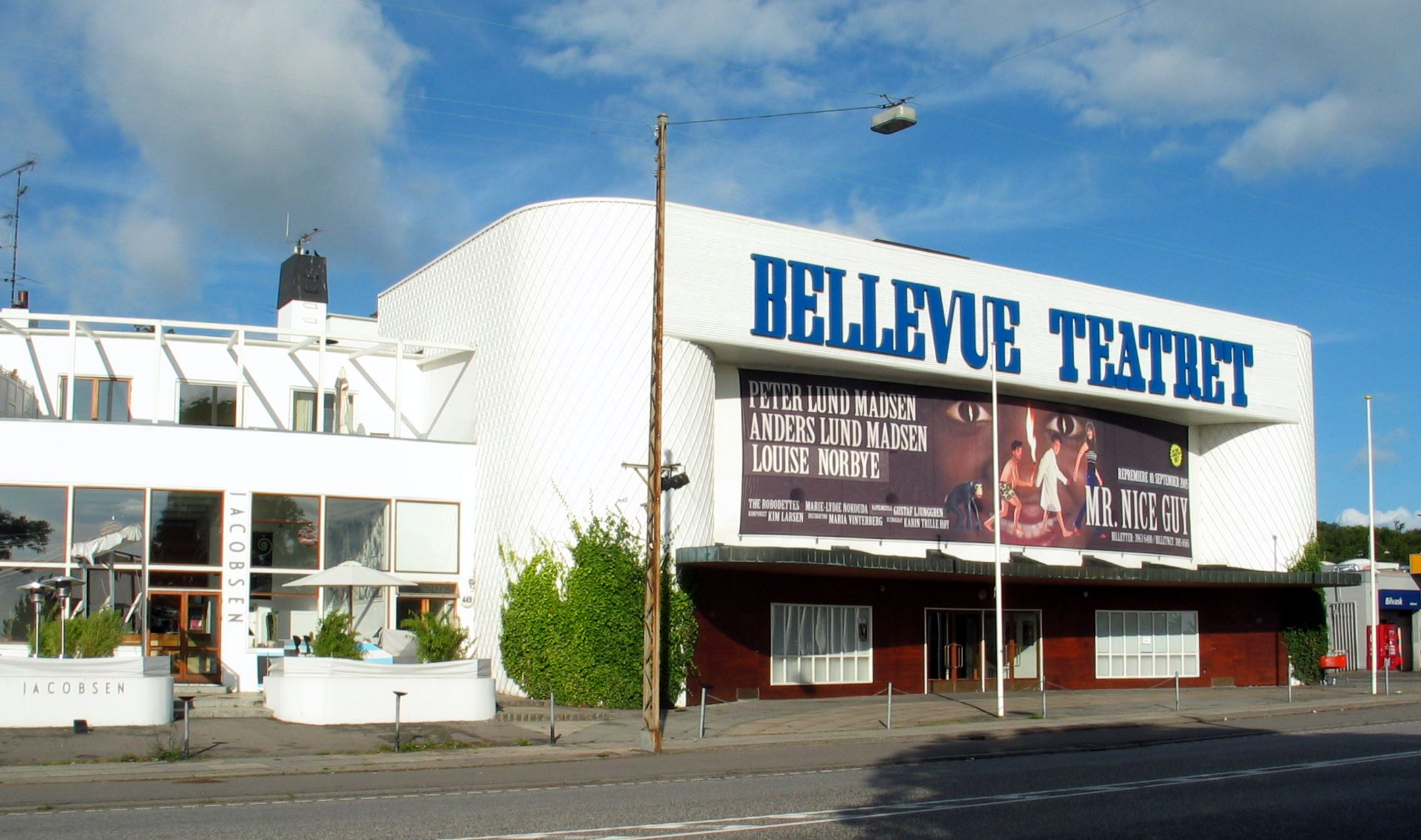
Bellevue Teatret

## Möbler
- Pariserstolen, (1925) rottingstol. Ursprunglig prod. E.V.A. Niessen & co. Prod. idag av JV Holding/fletmageren.
- Charlottenborg, (1937) rottingstol. Ursprungligt namn, Spanskrörstol nr. A.J. 237. Ursprunglig prod. Kurvemager R Wengler. Produceras idag av JV Holding/fletmageren.
- Myran, (1952) skalstol av laminerat trä och stålrörsben. Prod. Fritz Hansen. (3100, trebent. 3101 fyra ben kom 1980).
- Sjuan, (1955) skalstol av laminerat trä och stålrörsben. Finns i en mängd varianter. 50-årsjubileet firades med en barstol och en barnvariant. Prod Fritz Hansen. (3107) Stolen premiärvisades på världsutställningen H55 i Helsingborg.
- Tungan, (1955) skalstol av laminerat trä och stålrörsben. Prod. Fritz Hansen. Ej i produktion. (3102)
- 3103, (1955) skalstol av laminerat trä och stålrörsben. Prod. Fritz Hansen. Ej i produktion.
- 3105, (1955) skalstol av laminerat trä och stålrörsben. Prod. Fritz Hansen. Ej i produktion.
- Grand Prix, (1957) skalstol av laminerat trä och träben. Stolen fick grand prix-priset på triennalen i Milano. Prod. Fritz Hansen. Ej i produktion. Åter i produktion med stålrörsben (2009).
- Ägget, (1958) formgiven för lobbyn och receptionen i SAS Royal Hotel. Till Ägget finns fotpall. Fanns även som soffa i hotellet, denna kom dock aldrig i serieproduktion. Prod Fritz Hansen.
- Svanen, (1958) formgiven även denna för SAS Royal Hotel. Finns även som soffa (3321). Prod. Fritz Hansen.
- Giraffen, (1958) Prod. Fritz Hansen. Ej i produktion.
- Grytan, (1959) Prod. Fritz Hansen. Ej i produktion. (3318)
- Droppen, (1959) Prod. Fritz Hansen. Ej i produktion.
- Oxford, (1963) formgiven som en skalstol av laminerat trä och pelare fot av trä för St Catherine's College. Finns med hög och låg rygg. Prod. Fritz Hansen.
- 3300-serien, (1958) Prod. Fritz Hansen. (3301 fåtölj, 3302 tvåsitssoffa, o.s.v.)
- Oxen, (1966) Till Oxen fanns även fotpall. Prod. Fritz Hansen. Ej i produktion.
- Liljan (felaktigt kallad Måsen), (1969) skalstol av laminerat trä och stålrörsben. Prod. Fritz Hansen. Åter i produktion 2007. (3108, 3208 med armstöd).
- 3600-serien, (1971) Prod. Fritz Hansen. Ej i produktion.

## Fotogalleri

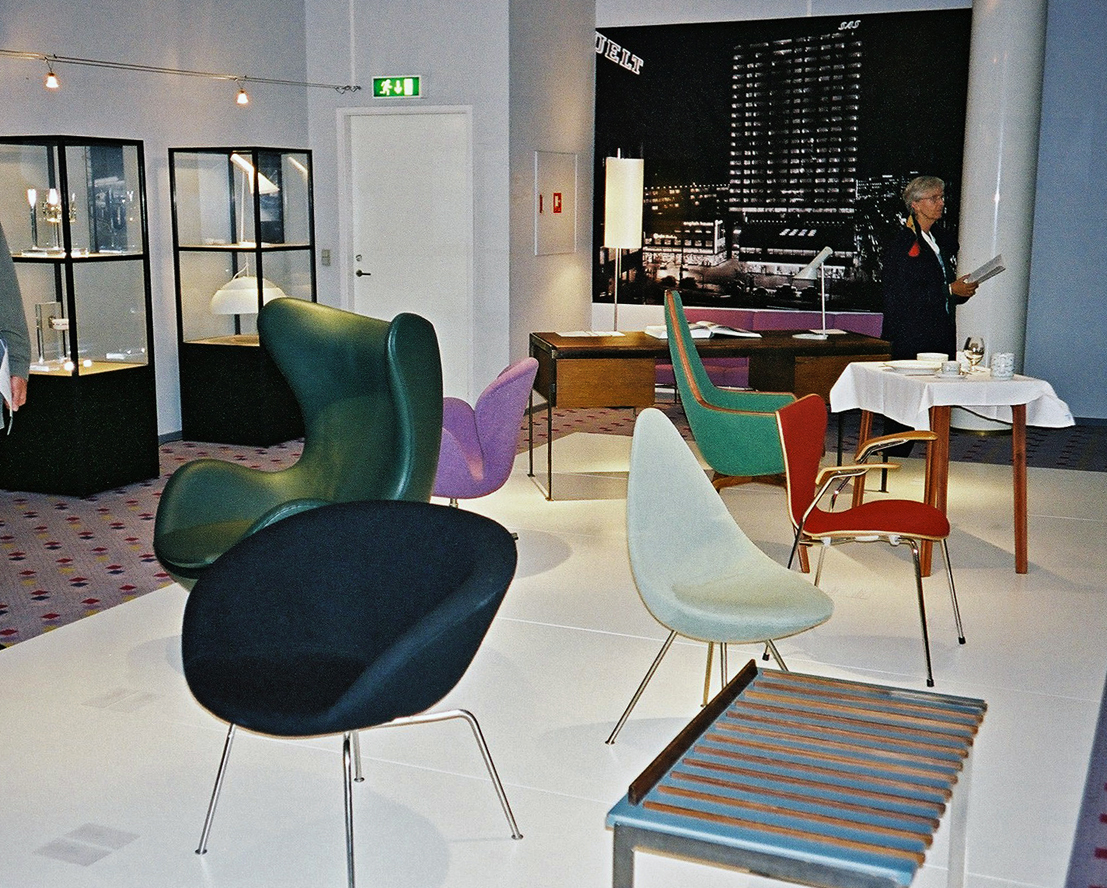
En utställning med Arne Jacobsens möbler mm på SAS Royal Hotel i Köpenhamn 2000.
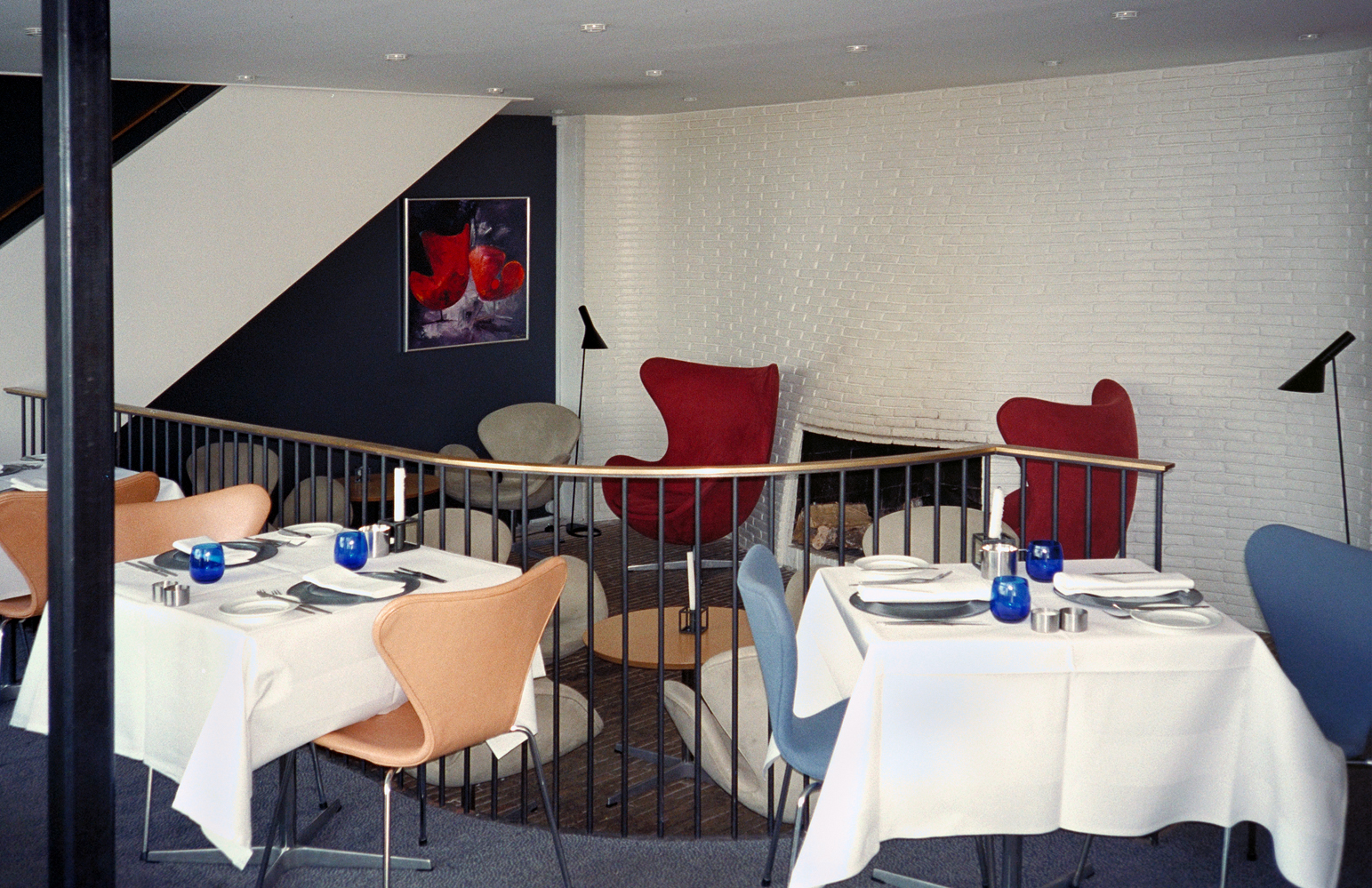
Interiör på Restaurang Jacobsen i Klampenborg 2000.
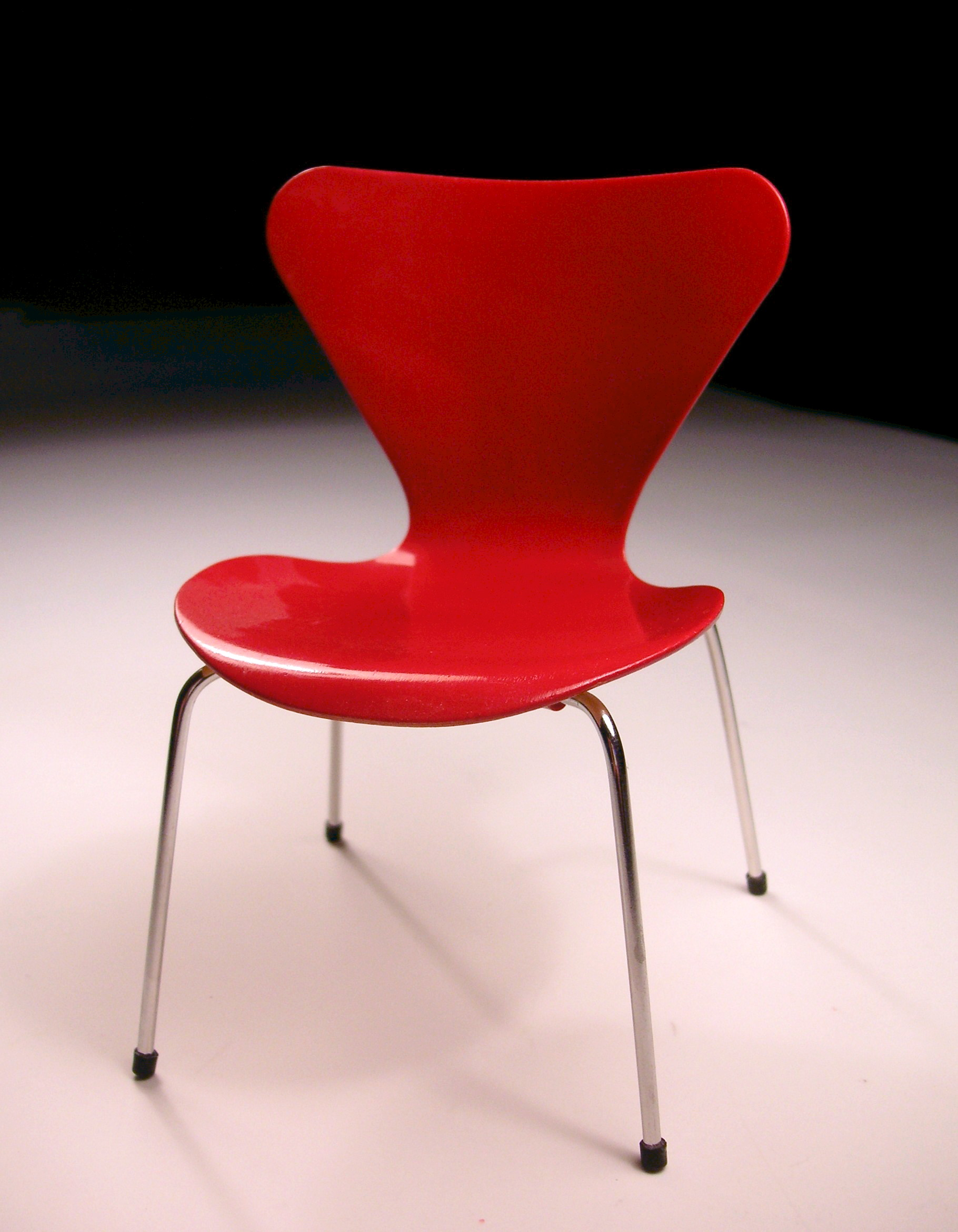
Arne Jacobsens Sjuan från 1955
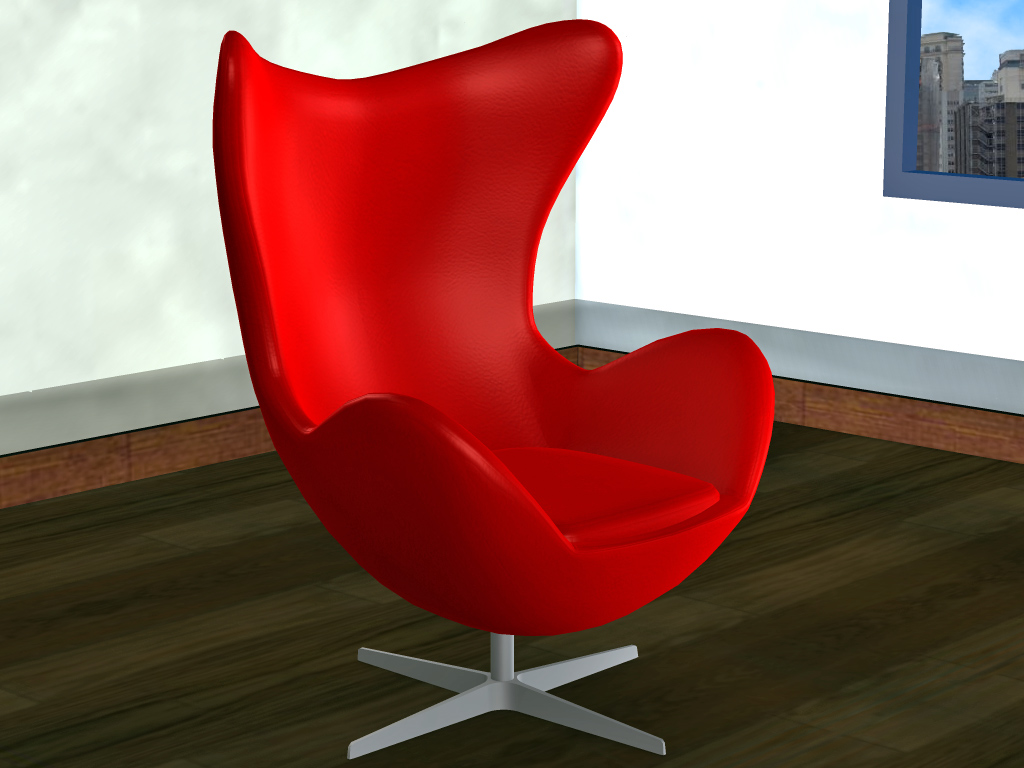
Ägget
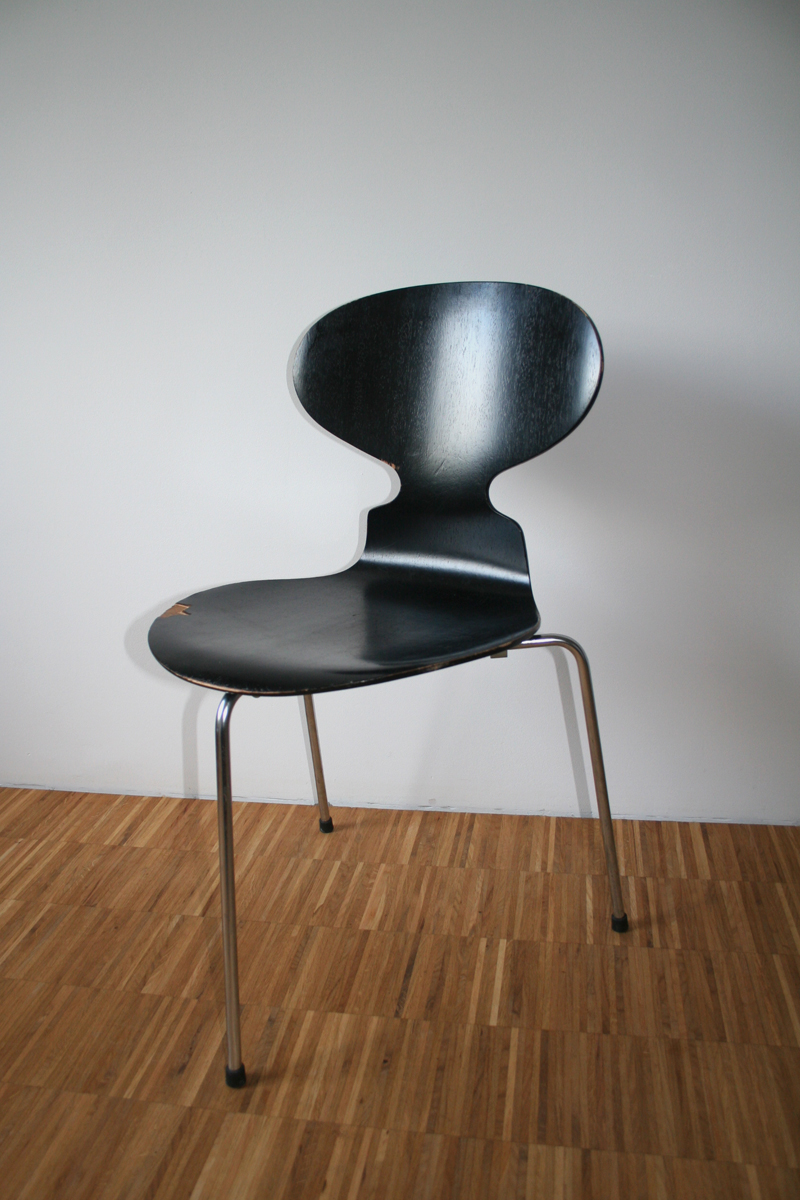
Myran
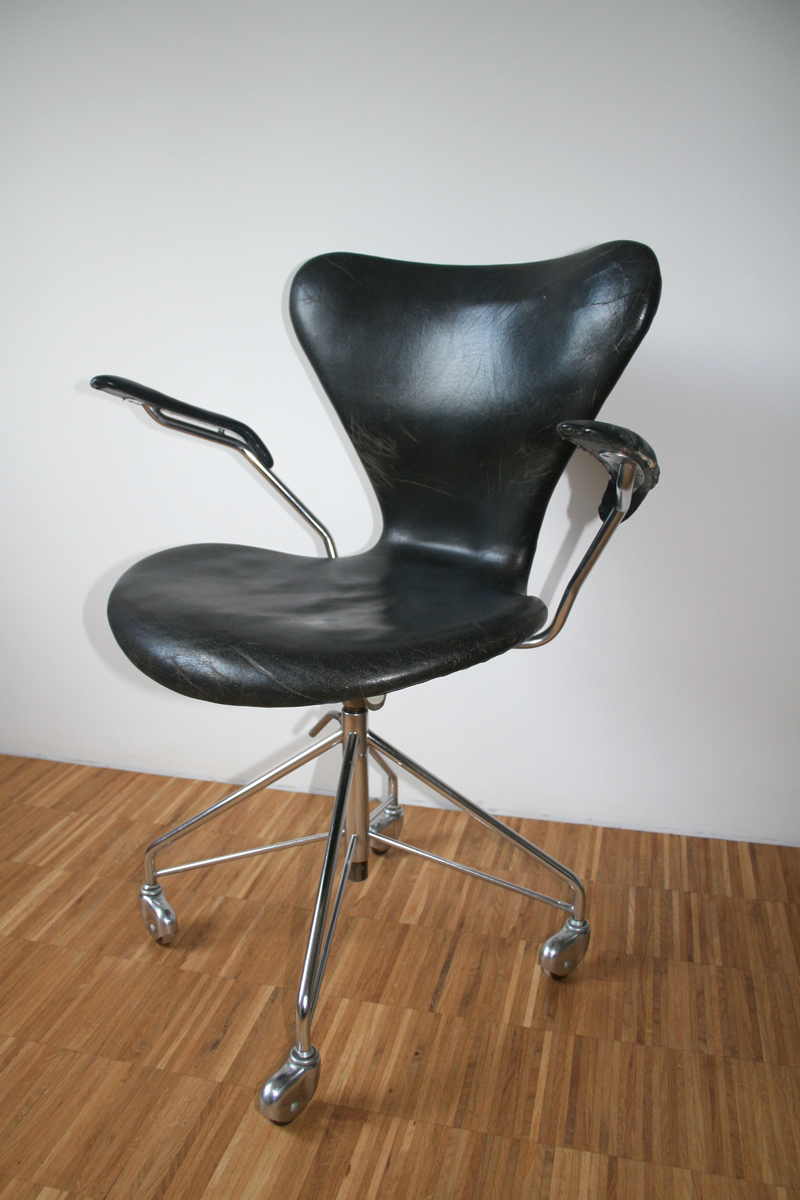
Sjuan
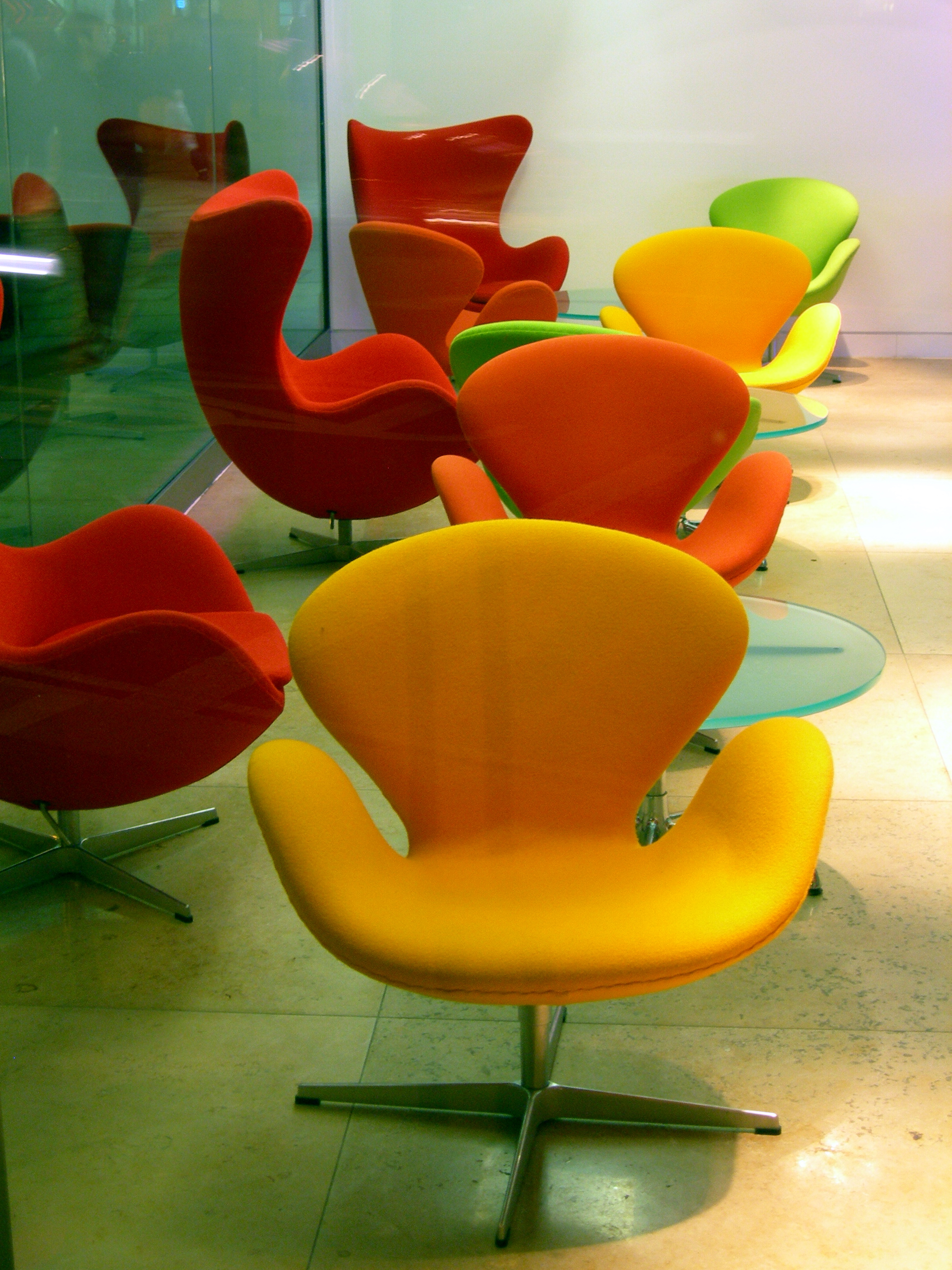
Svanen till höger och Ägget till vänster.